# AARON
AARON est le nom d'une série de programmes informatiques écrits par l'artiste Harold Cohen qui créent des images artistiques originales.
Le pont de départ de Cohen a été la recherche des conditions minimales qui font qu'un ensemble de marques fonctionnent comme une image. Le développement d'AARON s'est étalé sur plus de quatre décennies, entre 1972 et 2016, année du décès d'Harold Cohen. Le logiciel n'étant pas open-source, la mort de son créateur signe l'interruption de son développement. Cependant, Harold Cohen a détaillé les opérations effectuées par AARON dans plusieurs textes ainsi que dans le livre AARONS code, par Pamela McCorduck.
Le nom AARON n'est a priori pas un acronyme. Il semble qu'Harole Cohen ait eu le projet de créer des logiciels dont les noms se seraient suivis par ordre alphabétique, le premier commençant par la lettre « A ». Mais il n'a pas développé d'autres programmes importants.
Les premières versions d'AARON produisaient des dessins abstraits qui devinrent plus complexes au cours des années 1970. Des images plus figuratives ont été ajoutées dans les années 1980 ; d'abord les roches, puis les plantes, puis les personnes. Dans les années 1990, AARON est retourné à une imagerie plus abstraite, cette fois en couleur, au début des années 2000.
Harold Cohen a utilisé des machines pour permettre à AARON de produire des œuvres d'art physiques. Les premières dessinaient en noir et blanc à l'aide d'une succession de dispositifs de type "Tortues de Bristol" et de traceurs à plat fabriqués sur mesure. Cohen colorait parfois ces images à la main avec une teinture pour tissu (Procion), ou les redimensionnait pour réaliser des tableaux et des peintures murales de plus grand format. Dans les années 1990, Cohen a construit une série de machines à peindre pour faire produire à AARON des images à l'encre et à la teinture pour tissus. Plus tard, il a employé une imprimante à jet d'encre grand format capable de dessiner sur de la toile.
Initialement, AARON était développé en Langage C. Au cours des années 1990, son créateur lui a préféré Lisp, qu'il jugeait plus adapté à la résolution de questions liées à la couleur.
Kurtzweil Cyber Art Technologies, société de Raymond Kurzweil a implémenté AARON dans un économiseur d'écran pour PCs Microsoft Windows. Cette version d'AARON pouvait également produire des images imprimables.
AARON ne peut pas apprendre seul de nouveaux styles ou de nouvelles images ; chaque nouvelle capacité doit être codée à la main par le programmeur. Il est capable de produire une quantité pratiquement infinie d’images distinctes dans son propre style. Des exemples de ces images ont été exposés dans des galeries du monde entier. Les œuvres d'AARON ont été utilisées comme équivalent artistique du test de Turing.
Harold Cohen s'est toujours gardé d'affirmer qu'AARON était créatif. Mais avec son programme il pose cette question : « Si ce que crée AARON n'est pas de l'art, de quoi s'agit-il exactement et en quoi, outre son origine, diffère-t-il de la « vraie chose ? » S’il ne réfléchit pas, que fait-il exactement ? » — Les autres exploits d'AARON, Peintre.